# Louis Bonnefoy
Louis Bonnefoy (dit Bonnefoy de Bouyon) est un homme politique et un prêtre français né le 3 juillet 1748 à Thiers (Puy-de-Dôme) et mort le (14 juillet 1797) à Saint-Victor près de Chamalières (Puy-de-Dôme).

## Biographie
Louis Bonnefoy est le fils de Jean-Baptiste Bonnefoy, marchand et bourgeois de Thiers, et de Marie Rochias, son épouse. Sa famille est issue de la bourgeoisie de La Chaise-Dieu. Son grand-père a été notaire royal à Thiers.
Il a commencé ses études au collège-séminaire de Thiers tenu par les prêtres du Saint-Sacrement de Valence. Il a continué ses études au séminaire de Valence puis à l'université de Valence où il a obtenu le grade de maître ès-arts en 1770 et de bachelier en théologie en 1773. Il est ordonné prêtre en décembre 1773. Il est chanoine de Saint-Genès de Thiers en 1775.
Au début de la Révolution, il fait partie du chapitre de Saint-Genès de Thiers dont le prévôt est l'abbé Claude-Marie Audembron et compte parmi ses chanoines les abbé Joseph Dufour, Antoine Guillemot et Pierre Brugière. Ils ont tous embrassé les idées de la Révolution. Louis Bonnefoy s'est déclaré partisan des réformes. Il a été un des rédacteurs des cahiers et a soutenu les vœux et les intérêts des simples prêtres contre ceux de l'évêque et de ses représentants.
Chanoine à Saint-Genès de Thiers, il est député du clergé aux États généraux de 1789 pour la sénéchaussée de Riom. Il siège sur les bancs de gauche de l'Assemblée dès le 19 juin, signe la déclaration des droits de l'homme. Il n'a pas été un orateur de l'Assemblée et ses prises de position ont été rares. Il a pris la parole le 27 décembre 1790 pour prêter le serment exigérer des ecclésiastiques par la loi du 27 novembre 1790. Il a voté la loi sur la constitution civile du clergé. 
Au cours de la séance du 1er avril 1790, il est nommé membre du comité chargé de l'extinction de la mendicité avec l'évêque d'Oloron, Guillotin, l'évêque de Rodez, Cretot et David. Le 26 avril 1790, le duc de Liancourt est élu président du comité, Bonnefoy et Prieur, secrétaires. Le comité est divisé en sections. L'abbé Bonnefoy fait partie de la section des pauvres valides et travaux, de la section administration, fonds et ressources, et de la section d'extraits d'ouvrages.
Après la fin de l'Assemblée nationale constituante, il est revenu en Auvergne. Il est admis à la Société populaire de Thiers le 23 mai 1791. Il a abdiqué ses fonctions sacerdotales en déposant ses lettres de prêtrise le 9 novembre 1793. Le district de Thiers le propose pour être enseignant à l'école normale de Thiers, mais devant l'opposition du représentant Musset, le district questionne le Comité d'instruction publique qui répond que « sur les observations de Grégoire, la Convention a déclaré que tout citoyen, quel que fût son état, peut être envoyé à l'Ecole normale ». Il est alors nommé le 6 nivôse. Il a repris ses études favorites, résidant à Thiers ou chez son frère, à Saint-Victor, près de Chamalières, il y est mort le 26 messidor an V (14 juillet 1797).

## Interventions à l'Assemblée
- Jean Nicolas Démeunier, Jérome Pétion de Villeneuve, Joseph Michel Pellerin, Charles François, marquis de Bonnay, Trophime Gérard de Lally-Tollendal, Louis Bonnefoy, Emmanuel Pérès de Lagesse, André Boniface Louis Riqueti, vicomte de Mirabeau, Stanislas Marie, comte de Clermont-Tonnerre, Boniface Louis André, comte de Castellane Novejean et Antoine Guiot, « Reprise de la discussion sur le projet de déclaration des droits de l'homme, lors de la séance du 19 aout 1789 », Archives Parlementaires de la Révolution Française, no 8,‎ 1875, p. 457-459 (lire en ligne)
- « Adresse des prêtres du chapitre de Saint-Genès de la ville de Thiers, lors de la séance du 2 janvier 1791 », Archives Parlementaires de la Révolution Française, no 21,‎ 1885, p. 751 (lire en ligne)